# Acalyptris loranthella
Acalyptris loranthella là một loài bướm đêm thuộc họ Nepticulidae. Loài này có ở tây nam Europe. Loài này có ở Cộng hòa Séc, Slovakia, miền đông Áo, Hungary, Ý, Sicilia, România và Hy Lạp. Nó cũng có lẽ hiện diện ở khắp bán đảo Balkan và Thổ Nhĩ Kỳ.
Sải cánh dài 3.7–5.5 mm.
Ấu trùng ăn Loranthus europaeus. Chúng ăn lá nơi chúng làm tổ. 